# Enganyapastors de Temminck
L'enganyapastors de Temminck (Lyncornis temminckii) és una espècie d'ocell de la família dels caprimúlgids (Caprimulgidae).

## Hàbitat i distribució
Habita clars del bosc, camp obert i boscos de ribera de les terres baixes de Malaca, Sumatra (amb les properes Nias, Bangka i Belitung) i Borneo.